# Eugenia Rico

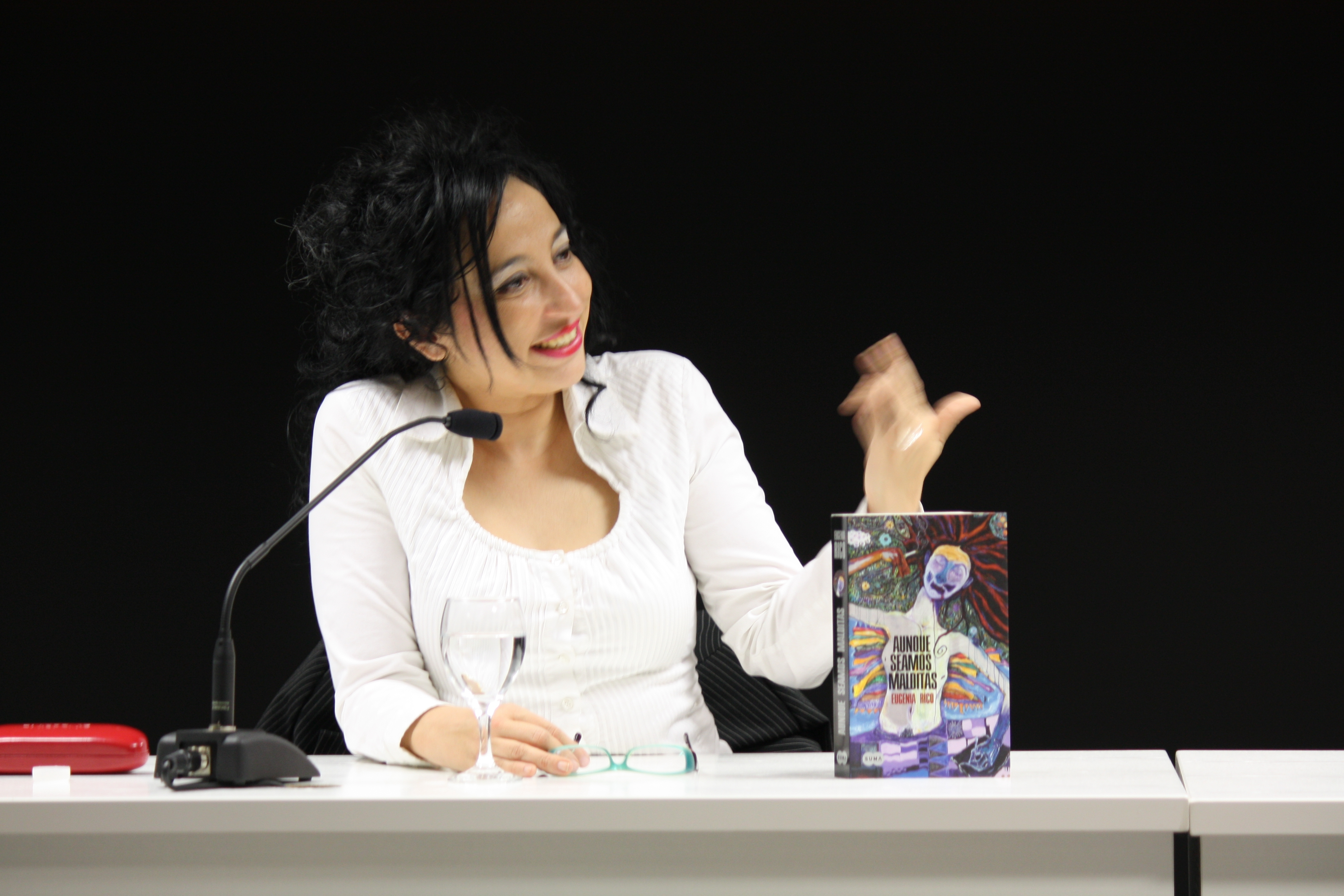
Eugenia Rico, 9. Juli 2004 im El Escorial

María Eugenia Álvarez Rico (* 11. Februar 1972 in Oviedo) ist eine spanische Schriftstellerin.

## Leben und Werk
Sie veröffentlichte ihre erste Geschichte mit elf Jahren im „Diario Región“ und mit 20 gründete sie die Zeitschrift „Revista Multiversidad“. Rico studierte Jura und Internationale Beziehungen in Oviedo, Toulouse und Brüssel, und spezialisierte sich auf Menschenrechte. Außerdem studierte sie Schauspiel und lernte beim International Writers’ Circle unter der Leitung von Fernando Trueba Kinodrehbücher schreiben. Nach Reisen durch Argentinien und Indien sowie Aufenthalten in verschiedenen anderen Ländern kam sie nach Spanien zurück, wo sie in Madrid lebt. Im Jahr 2000 veröffentlichte sie ihren ersten Roman Los amantes tristes, der von der Kritik sehr gut aufgenommen und in verschiedene Sprachen übersetzt wurde.
2002 erschien der Roman „La muerte blanca“, mit dem sie den Premio Azorín 2002 gewann. Das Buch wurde von den Kritikern von El Cultural und El Mundo als einer der besten Romane des Jahres bezeichnet. Andere bezeichneten sie daraufhin als Erfinderin des interaktiven Romans. Zwei Jahre danach erschien La edad secreta. Das Buch kam in die Endrunde des Premio Primavera 2004 und wurde auch vom Verkauf her ein großer Erfolg – derzeit wird ein Film nach Grundlage des Romans vorbereitet. Für einen Essay über Indien gewann sie 2005 den Premio Espiritualidad. 2006 veröffentlichte sie El otoño alemán, dafür erhielt sie den Romanpreis Premio Ateneo de Sevilla.
Eugenia Rico arbeitet für verschiedene Publikationen wie la Revista de Occidente, El Mundo oder El País sowie für das Radio (regelmäßig für Cadena Ser und Onda Cero). 2006 erhielt sie für eine Reportage den UNICEF-Preis für den besten Artikel des Jahres. Ihre Erzählungen und Gedichte sind in zahlreichen Anthologien veröffentlicht worden. Ihr jüngster Roman Aunque seamos malditas ist im September 2010 auf Deutsch unter dem Titel „Auch wenn wir Verdammte sind“ erschienen.

## Veröffentlichungen
- Los amantes tristes. Planeta, Barcelona 2000, ISBN 84-08-03509-6.
- La muerte blanca. 2. Auflage. Planeta, Barcelona 2002, ISBN 84-08-04324-2.
- La edad secretaria. Espasa Calpa, Madrid 2004, ISBN 84-670-1413-X.
- El otoño alemán. Algaida, Sevilla 2006, ISBN 978-84-8433-944-1.
- Aunque seamos malditas. Suma de Letras, Madrid, ISBN 978-84-8365-086-8.
  - Deutsche Ausgabe: Auch wenn wir Verdammte sind : Roman. Hoffmann und Campe, Hamburg 2010, ISBN 978-3-455-40281-0. (Übersetzung: Sybille Martin).
- Proteste in Madrid, Spaniens schönste Generation. In: Spiegel Online, Kultur, vom 28. Mai 2011. (Online).